# Jerzy Popiełuszko
Boldog Jerzy Popiełuszko (kiejtése [ˈjɛʐɨ popʲɛˈwuʂkɔ]; Suchowola, 1947. szeptember 14. – Włocławek, 1984. október 19.) lengyel római katolikus pap, vértanú, a varsói Kosztka Szent Szaniszló egyházközség káplánja. Politikai gyilkosság áldozataként halt meg, amelynek végrehajtói a lengyel kommunista államhatalom ügynökei voltak. 2010. június 6-án boldoggá avatták; egy neki tulajdonított csoda – amelynek elismerése a későbbi szentté avatásának feltételei közé tartozik – vizsgálat alatt áll.

## Élete
1947. szeptember 14-én született a lengyelországi Suchowolában. Általános és középiskolai éveit követően Varsóban kezdett egyházi tanulmányokat. Katonai szolgálatát egy olyan speciális egységnél töltötte le, amelyet részben azzal a céllal hoztak létre, hogy a fiatalokat segítsen távol tartani a papi pályától; ottani élményei azonban nem gyakoroltak rá ilyen hatást és miután leszerelt, tovább folytatta papi iskoláit. Fiatal papként varsói egyházközségekben teljesített szolgálatot, ahol sok kapcsolata alakult ki munkásokkal és diákokkal is. 
Popiełuszko karizmatikus pap volt és a varsói Kosztka Szent Szaniszló egyházközség káplánjaként prédikált. Az egyház helyzete a kommunizmus idején nagyon nehéz volt, Popiełuszko azonban többször felemelte a szavát a rendszer ellen, miközben kiválóan képviselte egyháza erkölcsi és társadalmi hitelveit. Tanításait a Szabad Európa Rádió is sokszor közölte és a Szolidaritás híve volt. Amikor felszólalt az államhatalommal szemben, amiért az el akarta rendelni a feszületek eltávolítását az iskolákból, és emiatt támadások érték, II. János Pál pápa személyes ajándékának elküldésével köszönte meg helytállását.

## Halála és boldoggá avatása
Prédikációinak és népszerűsége miatt az államhatalom egyre inkább felfigyelt tevékenységére, amiről úgy ítélték meg, hogy veszélyessé vált a rendszerre. Először egy megrendezett autóbalesettel törtek az életére, de ez az 1984. október 13-i támadás meghiúsult. A következő terv a pap elrablása volt, amit 1984. október 19-én hajtottak végre. Bydgoszczból tartott hazafelé, amikor autóját saját járművük műszaki hibájára hivatkozó ismeretlenek állították meg. Ezt követően elrabolták, agyba-főbe verték, megkötözték, végül egy követ kötöttek a lábához és a Visztula folyóba dobták. Holttestét búvárok találták meg mintegy másfél héttel később, október 30-án, a Visztula Włocławeki-víztárolójában, elrablásának helyszínétől mintegy 72 kilométerre.
Az egyértelműen politikai megrendelésű gyilkosság egész Lengyelországban felzúdulást váltott ki, temetésén, 1984. november 3-án több mint negyedmillió ember jelent meg, köztük a Szolidaritás vezetője, Lech Wałęsa is. Az elkövetőket viszonylag gyorsan – mindössze két hónappal később – felkutatták és bíróság elé állították, így ma már bizonyos, hogy Popiełuszkót a kommunista politikai rendőrség (Służba Bezpieczeństwa) parancsára ölték meg. A gyilkosságért három titkosrendőrt, Grzegorz Piotrowski századost, Leszek Pekalát és Waldemar Chmielewskit, valamint hivatali felettesüket, Adam Petruszka ezredest ítélték el, később mindannyian kiszabadultak. A három elkövető közül csak egy vallotta be bűnét, és bocsánatot kért a családtól. 
Több emlékművet is állítottak emlékére. Erőszakos halála nyomán személye a rendszer elleni megmozdulás egyik jelképévé vált. Őt magát Varsóban, 2010. június 6-án avatták boldoggá. A szertartást, amelyen mintegy 150 ezren vettek részt, XVI. Benedek pápa képviseletében Angelo Amato érsek, az Apostoli Szentszék szenttéavatási ügyek kongregációjának prefektusa végezte a lengyel főváros központjában, a Pilsudski téren.

## Idézetek
Az idézetek Popiełuszko utolsó szentmiséjén hangzottak el. 
Csak az képes legyőzni a rosszat, akiben magában is túlárad a jó.
Torz az az eszme, amely csak erőszakkal tud fennmaradni.
A Szolidaritás azért ejtette oly gyorsan ámulatba a világot, mert nem erőszakkal harcolt, hanem térden állva, rózsafüzérrel a kezében.

## Alakja játékfilmekben
- 1988: Megölni egy papot (To Kill a Priest), francia–amerikai film, rendezte Agnieszka Holland, főszerepben Christopher Lambert
- 2009: Popieluszko – A szabadság bennünk él (Wolnosc jest w nas), lengyel film, rendezte Rafal Wieczynski, főszerepben Adam Woronowicz
- 2021: Nem hagytak nyomokat (Zeby nie bylo sladów), lengyel–cseh–francia film, rendezte Jan P. Matuszynski, Popiełuszko mellékszerepében Adam Bobik